# Liste der Kulturdenkmale in Bad Berka
In der Liste der Kulturdenkmale in Bad Berka sind alle Kulturdenkmale der thüringischen Stadt Bad Berka (Landkreis Weimarer Land) und ihrer Ortsteile aufgelistet (Stand: 26. April 2012).

## Legende
- Bild: zeigt ein Bild des Kulturdenkmals und gegebenenfalls einen Link zu weiteren Fotos des Kulturdenkmals im Medienarchiv Wikimedia Commons
- Bezeichnung: Name, Bezeichnung oder die Art des Kulturdenkmals
- Lage: Wenn vorhanden Straßenname und Hausnummer des Kulturdenkmals; Grundsortierung der Liste erfolgt nach dieser Adresse. Der Link Karte führt zu verschiedenen Kartendarstellungen und nennt die Koordinaten des Kulturdenkmals.
 Kartenansicht, um Koordinaten zu setzen – in dieser Kartenansicht sind Kulturdenkmale ohne Koordinaten mit einem roten bzw. orangen Marker dargestellt und können in der Karte gesetzt werden. Kulturdenkmale ohne Bild sind mit einem blauen bzw. roten Marker gekennzeichnet, Kulturdenkmale mit Bild mit einem grünen bzw. orangen Marker.
- Datierung: gibt das Jahr der Fertigstellung beziehungsweise das Datum der Erstnennung oder den Zeitraum der Errichtung an
- Beschreibung: bauliche und geschichtliche Einzelheiten des Kulturdenkmals, vorzugsweise die Denkmaleigenschaften
- ID: Die ID identifiziert das Kulturdenkmal eindeutig. In Thüringen sind aktuell keine IDs veröffentlicht. In der ID-Spalte kann sich auch folgendes Icon  befinden, dies führt zu Angaben zu diesem Kulturdenkmal bei Wikidata.

## Bad Berka
Denkmalensembles

| Bild            | Bezeichnung                                          | Lage                | Datierung | Beschreibung | ID |
| --------------- | ---------------------------------------------------- | ------------------- | --------- | --- | -- |
| Fotos hochladen | Kurpark und Kuranlagen mit einbezogenen Objekten     | Kurpark (Karte)     |           | Kurpark und Kuranlagen mit einbezogenen Objekten: - Park mit Kurmittelhaus, Stahlbad, Brunnenhaus, Trinkhalle, Schützenhaus, Pavillon an der Kurhauswiese, Gedenksteine, Nr. 8a, 12 (Sanatorium), Nr. 14 (Kurhaus am Adelsberg), Parkstraße 16 (Coudrayhaus)                                 |    |
| Fotos hochladen | Klosterberg mit einbezogenen Objekten                | Klosterberg (Karte) |           | Klosterberg mit einbezogenen Objekten: - Pfarrkirche St. Marien mit Kirchhof - Pfarrhaus - Pfarrscheune - Klosterbergschule - Begrenzungsmauer zum Schulhof - Denkmal für die Gefallenen des Ersten Weltkrieges                                                                              |    |
| Fotos hochladen | Stadtzentrum mit folgenden einbezogenen Grundstücken | Markt (Karte)       |           | Stadtzentrum mit folgenden einbezogenen Grundstücken: - Bachstraße 1 - Bahnhofstraße 1–4, 6, 8, 10, 12, 14 - Brauhausstraße 1, (ehemals Brauhaus) - Heinrich-Schütz-Straße Nr. 2–8, 10–12, 14 - Markt 1–10 - Tiefengrubener Straße 1–11, 13, 15, 17, 19, 20, 21 - Weimarische Straße 1 und 2 |    |

Einzeldenkmale

| Bild                           | Bezeichnung | Lage                                                       | Datierung        | Beschreibung | ID |
| ------------------------------ | --- | ---------------------------------------------------------- | ---------------- | ------------ | -- |
| weitere Bilder Fotos hochladen | Pfarrkirche St. Marien mit Kirchhof                                                                                 | Klosterberg (Karte)                                        |                  |              |    |
| weitere Bilder Fotos hochladen | Paulinenturm | Adelsberg (Karte)                                          |                  |              |    |
| Fotos hochladen                | Goethehaus | Am Goethehaus 1 (Karte)                                    |                  |              |    |
| weitere Bilder Fotos hochladen | ehemals Jagdzeughaus                                                                                                | Am Zeughausplatz 11 (Karte)                                |                  |              |    |
| Fotos hochladen                | Gehöft | Brühl 3 (Karte)                                            |                  |              |    |
| Fotos hochladen                | Denkmal für die Gefallenen des Ersten Weltkrieges, Plastik von Adolf Brütt                                          | Friedensplatz (Karte)                                      |                  |              |    |
| Fotos hochladen                | Friedhofskapelle | Friedhof (Karte)                                           |                  |              |    |
| BW                             | Forstabteilungsstein (Forstweg von Zentralklinik nach München, auf halbem Wege auf rechter Seite einer Weggabelung) | Harthallee (Karte)                                         |                  |              |    |
| weitere Bilder Fotos hochladen | Wohnhaus mit Außenanlagen (Villa „Alice“)                                                                           | Heinrich-Heine-Allee 2 (Karte)                             |                  |              |    |
| weitere Bilder Fotos hochladen | ehemaliges „Starcksches Sanatorium“                                                                                 | Heinrich-Heine-Allee 4 (Karte)                             |                  |              |    |
| Fotos hochladen                | Wohnhaus | Heinrich-Heine-Allee 6 (Karte)                             |                  |              |    |
| Fotos hochladen                | Schaltwarte des Wasserwerks Fl. 13, Flst. 1612                                                                      | Hinterm Forst (Karte)                                      |                  |              |    |
| Fotos hochladen                | Wirtschaftsgebäude und Einfriedung (sog. „Edelhof“)                                                                 | Ilmstraße 1 (Karte)                                        |                  |              |    |
| weitere Bilder Fotos hochladen | Klosterbergschule                                                                                                   | Klosterberg (Karte)                                        |                  |              |    |
| Fotos hochladen                | Brunnen | Markt (Karte)                                              |                  |              |    |
| weitere Bilder Fotos hochladen | Rathaus | Markt 10 (Karte)                                           |                  |              |    |
| Fotos hochladen                | Pfarrhaus, 7 Grabsteine auf dem Friedhof                                                                            | Pfarrgasse 1 (Karte)                                       |                  |              |    |
| Fotos hochladen                | Brücke und Mühlgraben                                                                                               | Pfarrgasse 6 (Karte)                                       |                  |              |    |
| Fotos hochladen                | Brücke („Pfarrbrücke“)                                                                                              | Pfarrgasse/Ilmstraße (Verlängerung der Pfarrgasse) (Karte) |                  |              |    |
| Fotos hochladen                | Sanatorium | Parkstraße 8 (Karte)                                       |                  |              |    |
| Fotos hochladen                | Kurhaus Am Adelsberg                                                                                                | Parkstraße 14 (Karte)                                      |                  |              |    |
| weitere Bilder Fotos hochladen | Bade- und Gesellschaftshaus (Coudrayhaus)                                                                           | Parkstraße 16 (Karte)                                      |                  |              |    |
| weitere Bilder Fotos hochladen | Zentralklinik | Robert-Koch-Allee 9 (Karte)                                | 14. Oktober 1898 |              |    |
| Fotos hochladen                | ehemaliges Kulturhaus                                                                                               | Robert-Koch-Allee 9 (Karte)                                |                  |              |    |
| BW                             | Sommerhaus | Steingraben 6a (Karte)                                     |                  |              |    |
| weitere Bilder Fotos hochladen | Martinswerk | Tannrodaer Straße 13,15 (Karte)                            |                  |              |    |
| weitere Bilder Fotos hochladen | Sanatorium „Schloß Gutenberg“ mit Nebenanlagen und Park                                                             | Tannrodaer Straße 34 (Karte)                               |                  |              |    |
| Fotos hochladen                | geschlossene Hofanlage (Gehöft)                                                                                     | Tiefengrubener Straße 15, 17 (Karte)                       |                  |              |    |
| Fotos hochladen                | Türgewände | Tiefengrubener Straße 19 (Karte)                           |                  |              |    |
| Fotos hochladen                | Wasserwerk | Treben (Karte)                                             |                  |              |    |
| Fotos hochladen                | Forsthaus Tiefborn                                                                                                  | Troistedter Straße (Karte)                                 |                  |              |    |
| Fotos hochladen                | ehemals Justizamt                                                                                                   | Weimarische Straße 2 (Karte)                               |                  |              |    |
| Fotos hochladen                | ehemals Lichtspieltheater                                                                                           | Weimarische Straße 7 (Karte)                               |                  |              |    |
| Fotos hochladen                | ehemals Zollhaus | Weimarische Straße 16 (Karte)                              |                  |              |    |

Bodendenkmal

| Bild                           | Bezeichnung                             | Lage                                                                                                 | Datierung | Beschreibung | ID |
| ------------------------------ | --------------------------------------- | --- | --------- | ------------ | -- |
| weitere Bilder Fotos hochladen | Wall mit Graben, Baugrund der Burgruine | 1,4 km nördlich vom Ort, mittelalterliche Burgruine, sog. „Schloß“ in Spornlage über der Ilm (Karte) |           |              |    |

## Bergern
Denkmalensemble

| Bild            | Bezeichnung                 | Lage                              | Datierung | Beschreibung                                                                              | ID |
| --------------- | --------------------------- | --------------------------------- | --------- | ----------------------------------------------------------------------------------------- | -- |
| Fotos hochladen | ehemaliges Gut und Gutspark | Ferdinand-Staatz-Straße 1 (Karte) |           | ehemaliges Gut und Gutspark mit: - Gutshaus, Gartenhaus, Garten und Mauer, Tore und Mauer |    |

Einzeldenkmal

| Bild                           | Bezeichnung | Lage               | Datierung | Beschreibung | ID |
| ------------------------------ | ----------- | ------------------ | --------- | ------------ | -- |
| weitere Bilder Fotos hochladen | Kirche      | Kirchgasse (Karte) |           |              |    |

## Gutendorf
Einzeldenkmal

| Bild                           | Bezeichnung         | Lage                                       | Datierung | Beschreibung | ID |
| ------------------------------ | ------------------- | ------------------------------------------ | --------- | ------------ | -- |
| weitere Bilder Fotos hochladen | Kirche mit Kirchhof | Kirchgasse (Karte)                         |           |              |    |
| Fotos hochladen                | Portalteile         | Gutendorfer Straße Nr. 13 (Karte)          |           |              |    |
| Fotos hochladen                | Tor und Portal      | Gutendorfer Straße Nr. 35 (Karte)          |           |              |    |
| Fotos hochladen                | Wohnhaus            | Gutendorfer Straße Nr. 44 (Karte)          |           |              |    |
| Fotos hochladen                | Waidmühlstein       | Gutendorfer Straße vor Haus Nr. 35 (Karte) |           |              |    |

## Meckfeld bei Bad Berka
Einzeldenkmal

| Bild                           | Bezeichnung         | Lage             | Datierung | Beschreibung | ID |
| ------------------------------ | ------------------- | ---------------- | --------- | ------------ | -- |
| weitere Bilder Fotos hochladen | Kirche mit Kirchhof | Im Dorfe (Karte) |           |              |    |

## München bei Bad Berka
Einzeldenkmal

| Bild                           | Bezeichnung                         | Lage                             | Datierung | Beschreibung | ID |
| ------------------------------ | ----------------------------------- | -------------------------------- | --------- | ------------ | -- |
| Fotos hochladen                | ehemaliger Gutshof                  | Tonndorfer Straße 3/4 (Karte)    |           |              |    |
| Fotos hochladen                | Wohnhaus (ehemaliges Wasserwerk)    | Tonndorfer Straße (Karte)        |           |              |    |
| weitere Bilder Fotos hochladen | ehemalige Sophienheilstätte München | Adolf-Tegtmeier-Allee 16 (Karte) |           |              |    |

## Schoppendorf
| Bild                           | Bezeichnung                   | Lage                               | Datierung | Beschreibung | ID |
| ------------------------------ | ----------------------------- | ---------------------------------- | --------- | ------------ | -- |
| weitere Bilder Fotos hochladen | Kirche                        | Am Teiche 1 (Karte)                |           |              |    |
| Fotos hochladen                | Waidmühlstein                 | Am Teiche 1 bei der Kirche (Karte) |           |              |    |
| Fotos hochladen                | Waidmühlstein mit Verankerung | Am Teiche 1 bei der Kirche (Karte) |           |              |    |
| Fotos hochladen                | Quellgewölbe                  | südlich des Ortes (Karte)          |           |              |    |

Bodendenkmal

| Bild                           | Bezeichnung                | Lage                                                                 | Datierung | Beschreibung | ID |
| ------------------------------ | -------------------------- | -------------------------------------------------------------------- | --------- | ------------ | -- |
| weitere Bilder Fotos hochladen | Steinkreuz „Schwedenstein“ | Am östlichen Dorfeingang links an der Straße unter der Linde (Karte) |           |              |    |

## Tannroda
Denkmalensemble

| Bild            | Bezeichnung           | Lage                          | Datierung | Beschreibung | ID |
| --------------- | --------------------- | ----------------------------- | --------- | --- | -- |
| Fotos hochladen | Markt und Marktstraße | Markt und Marktstraße (Karte) |           | Markt und Marktstraße mit: - Am Graben - Berggasse 1–7 - Braugasse 1, 2 - Lindenberg 1, 3, 4, 5 - Marktstraße 5–14, 16, 18, 20, 22, 24, 26, 28, 30, 32 - Markt 1–10 - Steinweg 2 |    |

Einzeldenkmal

| Bild                           | Bezeichnung                              | Lage                                         | Datierung | Beschreibung | ID |
| ------------------------------ | ---------------------------------------- | -------------------------------------------- | --------- | ------------ | -- |
| weitere Bilder Fotos hochladen | Kirche                                   | Lindenberg (Karte)                           |           |              |    |
| Fotos hochladen                | Grabstätte für 6 unbekannte KZ-Häftlinge | Friedhof (Karte)                             |           |              |    |
| Fotos hochladen                | Untermühle                               | Am Graben (Karte)                            |           |              |    |
| Fotos hochladen                | ehemaliges Brauhaus                      | Braugasse 1 (Karte)                          |           |              |    |
| Fotos hochladen                | Felsenkeller                             | Harthstraße (Karte)                          |           |              |    |
| Fotos hochladen                | Denkmal-Todesmarschstele                 | Kranichfelder Straße / Bahnhofstraße (Karte) |           |              |    |
| weitere Bilder Fotos hochladen | Schloss und Burgruine                    | Lindenberg (Karte)                           | 1100      |              |    |
| Fotos hochladen                | Schützenkeller                           | Lindenberg 2 (Karte)                         |           |              |    |
| Fotos hochladen                | Pfarrhaus                                | Lindenberg 4 (Karte)                         |           |              |    |
| Fotos hochladen                | Gehöft (ehemaliges Forstamt)             | Lindenberg 12 (Karte)                        |           |              |    |

Bodendenkmal

| Bild                           | Bezeichnung                                   | Lage                                                                                                | Datierung | Beschreibung | ID |
| ------------------------------ | --------------------------------------------- | --------------------------------------------------------------------------------------------------- | --------- | ------------ | -- |
| weitere Bilder Fotos hochladen | Wall und Graben, Burg, Rote Schloß, Hainwiese | Nach Südwesten vorspringender Bergrücken unmittelbar westlich der Stadt Auf dem Schlossberg (Karte) |           |              |    |

## Tiefengruben
Denkmalensemble

| Bild            | Bezeichnung                | Lage             | Datierung | Beschreibung | ID |
| --------------- | -------------------------- | ---------------- | --------- | ------------ | -- |
| Fotos hochladen | Ortslage als Rundlingsdorf | Ortslage (Karte) |           |              |    |

Einzeldenkmal

| Bild                           | Bezeichnung                           | Lage                       | Datierung | Beschreibung | ID |
| ------------------------------ | ------------------------------------- | -------------------------- | --------- | ------------ | -- |
| weitere Bilder Fotos hochladen | Kirche                                | Dorfstraße (Karte)         |           |              |    |
| Fotos hochladen                | Grabstein von 1852                    | Friedhof (Karte)           |           |              |    |
| Fotos hochladen                | Gefallenendenkmal am Dorfteich        | Dorfstraße (Karte)         |           |              |    |
| Fotos hochladen                | Wohnhaus                              | Dorfstraße 31 (Karte)      |           |              |    |
| Fotos hochladen                | Wohnhaus, Tor und Pforte              | Dorfstraße 61 (Karte)      |           |              |    |
| Fotos hochladen                | Gebäude der Wasseraufbereitungsanlage | K 311 (Karte)              |           |              |    |
| Fotos hochladen                | Wasserpumpstation                     | Auf dem Angerborne (Karte) |           |              |    |

## Quelle
- Denkmalliste Landkreis Weimarer Land. (PDF; 929 kB) weimarerland.de

- Karte mit allen Koordinaten:
- OSM |
- WikiMap